# Thomas Ritter
Thomas Ritter, född 3 augusti 1976 i Östersund, är en svensk journalist.
Ritter är utbildad på JMK i Stockholm 1997–1999. Han har bland annat arbetat med nyheter för TV4, Sveriges Television och Sveriges Radio där han också varit programledare för Front i P3, P3 Nyheter, Lantz i P3 och Ritter i P3. Tidigare har han också varit programledare för TV4 Fakta-programmet Utfrågad och var också resande reporter i TV4-programmet Saknad.
Ritter arbetade därefter som frilansjournalist och som nyhetsankare för bland annat TV4-nyheterna. Han anlitas även som moderator i olika sammanhang. Ritter skriver artiklar för Cykeltidningen Kadens och från hösten 2011 ledde Ritter Kvällsöppet. Från 2013 var han en av huvudprogramledarna för TV4 News, vilket senare övergick i webbsatsningen TV4Nyheterna LIVE och syntes regelbundet i TV4Nyheternas ordinarie program liksom andra TV4-produktioner. I oktober 2022 blev Ritter ny ordinarie programledare för Nyhetsmorgon.